# Samphrey
Samphrey es una isla localizada en el archipiélago de las Shetland, en Escocia. La isla se encuentra ubicada en el parte sur del Yellsound (canal de Yell), entre las islas de Mainland y Yell. La isla se encuentra deshabitada.
- Datos: Q3105732
- Multimedia: Samphrey / Q3105732